# Залесье (Подсолтовский сельсовет)
Залесье (бел. Залессе) — деревня в Мстиславском районе Могилёвской области Белоруссии. Входит в состав Подсолтовского сельсовета.

## География
Деревня находится в северо-восточной части Могилёвской области, в пределах Оршанско-Могилёвской равнины, вблизи государственной границы с Российской Федерацией, на расстоянии примерно 16 километров (по прямой) к северо-западу от Мстиславля, административного центра района. Абсолютная высота — 213 метров над уровнем моря.

## История
В конце XVIII века деревня входила в состав Мстиславского воеводства Великого княжества Литовского.
Согласно «Списку населенных мест Могилёвской губернии» 1910 года издания населённый пункт входил в состав Даниловского сельского общества Старосельской волости Мстиславского уезда Могилёвской губернии. Имелось 38 дворов и проживало 238 человек (118 мужчин и 120 женщин).

## Население
По данным переписи 2009 года, в деревне проживало 19 человек.